# Czas ołowiu (film)
Czas ołowiu (niem. Die bleierne Zeit) – niemiecki dramat historyczny z 1981 roku w reżyserii Margarethe von Trotty.

## Fabuła
Dramat oparty na losach dwóch córek pastora. Bohaterki filmu noszą imiona Juliane i Marianne, ale scenariusz oparto na prawdziwych przeżyciach sióstr Ensslin. Christiane Ensslin była zaangażowaną politycznie dziennikarką walczącą o prawa kobiet. Gudrun Ensslin należała do głównych aktywistek Frakcji Czerwonej Armii (Grupa Baader-Meinhof), aresztowana popełniła samobójstwo w więzieniu. Siostra nie uwierzyła, że to naprawdę było samobójstwo i próbowała to udowodnić.

## Obsada
- Jutta Lampe – Juliane
- Barbara Sukowa – Marianne
- Rüdiger Vogler – Wolfgang
- Luc Bondy – Werner
- Vérénice Rudolph – Sabine
- Doris Schade – matka
- Franz Rudnick – ojciec[2]